# گورو
به آموزگاران و راهنمایان دینی در دین‌های هندوگرایی، بوداگرایی، سیک‌گرایی و جنبش‌های دینی دیگر گورو (سانسکریت: गुरू) گفته می‌شود.
گورو در اصل همان نقشی را در این دین‌ها دارد که مرشد در صوفی‌گری دارد. در دین‌های آسیایی، به گورو به عنوان کانالی برای دریافت فرزانگی نگریسته می‌شود.

## گوروهای آیین سیک
1. گورو نانک (۱۴۶۹–۱۵۳۹)
2. گورو انگد (۱۵۰۴–۱۵۵۲)
3. گورو امرداس (۱۴۷۹–۱۵۷۴)
4. گورو رام داس (۱۵۳۴–۱۵۸۱)
5. گورو ارجن (۱۵۶۳–۱۶۰۶)
6. گورو هر گوبیند (۱۵۹۵–۱۶۴۴)
7. گورو هررای (۱۶۳۰–۱۶۶۱)
8. گورو هری کریشن (۱۶۵۶–۱۶۶۸)
9. گورو تیغ بهادر (۱۶۲۱–۱۶۷۵)
10. گورو گوبیند سینگ (۱۶۶۶–۱۷۰۸)